# UCI Africa Tour 2010
Navigation
Édition précédente Édition suivante
L'UCI Africa Tour 2010 est la sixième édition de l'UCI Africa Tour, l'un des cinq circuits continentaux de cyclisme de l'Union cycliste internationale. Il est composé de 17 compétitions, organisées du 1er octobre 2009 au 21 mai 2010 en Afrique.
La victoire revient au Marocain Abdelati Saadoune, vainqueur notamment du Tour du Faso. Il succède au palmarès au Namibien Dan Craven. Le classement par équipes est remporté pour la deuxième fois par la formation MTN Energade (Afrique du Sud) et les deux classements par pays sont gagnés par le Maroc et l'Érythrée (chez les moins de 23 ans).

## Calendrier des épreuves

### Octobre 2009
| Date | Course                  | Pays         | Classe | Vainqueur         | Équipe                    |
| ---- | ----------------------- | ------------ | ------ | ----------------- | ------------------------- |
| 1-4  | Grand Prix Chantal Biya | Cameroun     | 2.2    | Peter van Agtmaal | Metec                     |
| 23-1 | Tour du Faso            | Burkina Faso | 2.2    | Abdelati Saadoune | Équipe nationale du Maroc |

### Novembre 2009
| Date  | Course                                                | Pays    | Classe | Vainqueur                                                                       | Équipe                            |
| ----- | ----------------------------------------------------- | ------- | ------ | ------------------------------------------------------------------------------- | --------------------------------- |
| 4     | Championnats d'Afrique - contre-la-montre par équipes | Namibie | CC     | Reinardt Janse van Rensburg Ian McLeod Jay Robert Thomson Christoff van Heerden | Équipe nationale d'Afrique du Sud |
| 6     | Championnats d'Afrique - contre-la-montre             | Namibie | CC     | Jay Robert Thomson                                                              | Équipe nationale d'Afrique du Sud |
| 8     | Championnats d'Afrique - course en ligne              | Namibie | CC     | Ian McLeod                                                                      | Équipe nationale d'Afrique du Sud |
| 16-24 | Tour du Rwanda                                        | Rwanda  | 2.2    | Adil Jelloul                                                                    | Équipe nationale du Maroc         |

### Décembre 2009
| Date  | Course          | Pays     | Classe | Vainqueur      | Équipe                      |
| ----- | --------------- | -------- | ------ | -------------- | --------------------------- |
| 16-20 | Tour d'Érythrée | Érythrée | 2.2    | Bereket Yemane | Équipe nationale d'Érythrée |

### Janvier
| Date  | Course                 | Pays  | Classe | Vainqueur        | Équipe                |
| ----- | ---------------------- | ----- | ------ | ---------------- | --------------------- |
| 19-24 | Tropicale Amissa Bongo | Gabon | 2.1    | Anthony Charteau | BBox Bouygues Telecom |

### Février
| Date  | Course           | Pays     | Classe | Vainqueur     | Équipe                        |
| ----- | ---------------- | -------- | ------ | ------------- | ----------------------------- |
| 15-26 | Tour du Cameroun | Cameroun | 2.2    | Milan Barenyi | Équipe nationale de Slovaquie |

### Mars
| Date  | Course                 | Pays  | Classe | Vainqueur          | Équipe                    |
| ----- | ---------------------- | ----- | ------ | ------------------ | ------------------------- |
| 7-13  | Tour du Mali           | Mali  | 2.2    | Mouhssine Lahsaini | Équipe nationale du Maroc |
| 13-17 | Tour de Libye          | Libye | 2.2    | Ahmed Belgasem     | Équipe nationale de Libye |
| 19    | Grand Prix of Al Fatah | Libye | 1.2    | Chris Opie         | Pendragon-Le Col-Colnago  |
| 26-4  | Tour du Maroc          | Maroc | 2.2    | Dean Podgornik     | Loborika                  |

### Mai
| Date  | Course                                            | Pays     | Classe | Vainqueur           | Équipe                             |
| ----- | ------------------------------------------------- | -------- | ------ | ------------------- | ---------------------------------- |
| 7     | Challenge du Prince - Trophée princier            | Maroc    | 1.2    | Roberto Richeze     | Betonexpressz 2000-Universal Caffé |
| 8     | Challenge du Prince - Trophée de l'anniversaire   | Maroc    | 1.2    | Mohammed El Ammouri | Équipe nationale du Maroc          |
| 9     | Challenge du Prince - Trophée de la maison royale | Maroc    | 1.2    | Adriano Angeloni    | Betonexpressz 2000-Universal Caffé |
| 17-21 | Tour d'Érythrée                                   | Érythrée | 2.2    | Natnael Berhane     | Équipe nationale d'Érythrée        |

### Épreuves annulées
| Date         | Course                                             | Pays          | Classe | Cause |
| ------------ | -------------------------------------------------- | ------------- | ------ | ----- |
| 9-14 février | Tour d'Égypte                                      | Égypte        | 2.2    |       |
| 16 février   | Grand Prix de Sharm el-Sheikh                      | Égypte        | 1.2    |       |
| 8 avril      | Les Challenges Phosphatiers - Challenge Khouribga  | Maroc         | 1.2    |       |
| 9 avril      | Les Challenges Phosphatiers - Challenge Youssoufia | Maroc         | 1.2    |       |
| 10 avril     | Les Challenges Phosphatiers - Challenge Ben Guerir | Maroc         | 1.2    |       |
| 20-25 avril  | Tour ivoirien de la Paix                           | Côte d'Ivoire | 2.1    |       |

## Classements finals
| #   | Coureur                       | Pays           | Pts    |
| 1.  | Abdelati Saadoune             | Maroc          | 231    |
| 2.  | Ian McLeod                    | Afrique du Sud | 202,66 |
| 3.  | Mouhssine Lahsaïn             | Maroc          | 174    |
| 4.  | Adil Jelloul                  | Maroc          | 154    |
| 5.  | Mohammed Said El Ammoury      | Maroc          | 140    |
| 6.  | Anthony Charteau              | France         | 131    |
| 7.  | Christoff van Heerden         | Afrique du Sud | 107,66 |
| 8.  | Jay Robert Thomson            | Afrique du Sud | 96,66  |
| 9.  | Dean Podgornik                | Slovénie       | 96     |
| 10. | Abdelbasset Hannachi          | Algérie        | 94     |
| 11. | Milan Barényi                 | Slovaquie      | 86     |
| 12. | Natnael Berhane *             | Érythrée       | 75     |
| 13. | Tarik Chaoufi                 | Maroc          | 70     |
| 14. | Reinardt Janse van Rensburg * | Afrique du Sud | 68,66  |
| 15. | Chris Opie                    | Royaume-Uni    | 61     |
| 16. | Peter van Agtmaal             | Pays-Bas       | 58     |
| 17. | Azzedine Lagab                | Algérie        | 58     |
| 18. | Jani Tewelde Weldegaber *     | Érythrée       | 57     |
| 19. | Ahmed Belgasem                | Libye          | 56,66  |
| 20. | Adriano Angeloni              | Italie         | 56     |

| #   | Équipe                       | Pays           | Pts    |
| 1.  | MTN Energade                 | Afrique du Sud | 455,98 |
| 2.  | BBox Bouygues Telecom        | France         | 200    |
| 3.  | Loborika                     | Croatie        | 130    |
| 4.  | Cofidis                      | France         | 112    |
| 5.  | Fly V Australia              | Australie      | 96,66  |
| 6.  | Tecnofilm-Betonexpressz 2000 | Hongrie        | 96     |
| 7.  | Team Type 1                  | États-Unis     | 68     |
| 8.  | Acqua & Sapone               | Italie         | 40     |
| 9.  | Katyusha Continental Team    | Russie         | 33     |
| 10. | Team Designa Køkken          | Danemark       | 32     |
| 11. | Lotto-Bodysol                | Belgique       | 15     |
| 12. | Palmans-Cras                 | Belgique       | 5      |
| 13. | Tusnad Cycling Team          | Roumanie       | 2      |

### Classements par nations
| #   | Pays           | Pts    |
| 1.  | Maroc          | 935    |
| 2.  | Afrique du Sud | 930,64 |
| 3.  | Érythrée       | 444    |
| 4.  | Namibie        | 263,64 |
| 5.  | Tunisie        | 206    |
| 6.  | Algérie        | 159    |
| 7.  | Zimbabwe       | 137    |
| 8.  | Cameroun       | 122    |
| 9.  | Libye          | 91,98  |
| 10. | Rwanda         | 87     |
| 11. | Burkina Faso   | 44     |
| 12. | Côte d'Ivoire  | 36,98  |
| 13. | Maurice        | 27     |
| 14. | Zambie         | 23     |
| 15. | Égypte         | 14,99  |
| 16. | Éthiopie       | 12,64  |
| 17. | Kenya          | 6      |

| #   | Pays (U23)     | Pts   |
| 1.  | Érythrée       | 216   |
| 2.  | Afrique du Sud | 95,66 |
| 3.  | Tunisie        | 56    |
| 4.  | Burkina Faso   | 44    |
| 5.  | Namibie        | 21    |
| 6.  | Cameroun       | 15    |
| 7.  | Zambie         | 12    |
| 8.  | Zimbabwe       | 12    |
| 9.  | Côte d'Ivoire  | 10,66 |
| 10. | Libye          | 7,66  |
| 11. | Maroc          | 3     |
| 12. | Égypte         | 2,33  |
| 13. | Algérie        | 2     |
| 14. | Éthiopie       | 1,66  |